# یواس‌اس هریسون (دی‌دی-۵۷۳)
یواس‌اس هریسون (دی‌دی-۵۷۳) (به انگلیسی: USS Harrison (DD-573)) یک کشتی بود که طول آن ۱۱۴٫۷ متر (۳۷۶ فوت) بود. این کشتی در سال ۱۹۴۲ ساخته شد.